# Marin Jelinić
Marin Jelinić (* 7. Dezember 1996 in Metković) ist ein kroatischer Handballspieler.

## Karriere

### Verein
Marin Jelinić lernte das Handballspielen beim RK Metković. Ab 2015 lief der 1,94 m große Linksaußen für den RK Ribola Kaštela in der kroatischen Premijer Liga auf. Im Sommer 2017 wechselte er zum RK Nexe Našice, mit dem er mehrfach am EHF-Pokal teilnahm. Seit 2023 steht er beim ungarischen Erstligisten OTP Bank-Pick Szeged unter Vertrag. Mit Szeged gewann er 2025 den ungarischen Pokal.

### Nationalmannschaft
Mit der kroatischen Nationalmannschaft belegte Marin Jelinić bei der Europameisterschaft 2022 den 8. Platz, dabei warf er elf Tore in sechs Partien. Bei der Weltmeisterschaft 2023 kam das Team auf den 9. Platz, der Außenspieler traf 23 Würfe in sechs Spielen. Bei der Weltmeisterschaft 2025 warf Jelinić 30 Tore in acht Partien und gewann mit Kroatien die Silbermedaille.